# Proscedes
Proscedes é um gênero de traça pertencente à família Agonoxenidae.